# Kanton Villefranche-sur-Mer
Villefranche-sur-Mer is een voormalig kanton van het Franse departement Alpes-Maritimes. Het kanton maakte deel uit van het arrondissement Nice. Het werd opgeheven bij decreet van 24 februari 2014, met uitwerking op 22 maart 2015 en samengevoegd met het kanton Beausoleil.

## Gemeenten
Het kanton omvatte de volgende gemeenten:
- Beaulieu-sur-Mer
- Cap-d'Ail
- Èze
- Saint-Jean-Cap-Ferrat
- La Turbie
- Villefranche-sur-Mer (hoofdplaats)